# Eumeces cholistanensis
Espèce
Eumeces cholistanensis est une espèce de sauriens de la famille des Scincidae.

## Répartition
Cette espèce est endémique du district de Bahawalpur au Pendjab au Pakistan.

## Étymologie
Son nom d'espèce, composé de cholistan et du suffixe latin -ensis, « qui vit dans, qui habite », lui a été donné en référence au lieu de sa découverte : le désert du Cholistan.

## Publication originale
- Masroor, 2009 : Description of a new species of Eumeces (Sauria: Scincidae) from Pakistan. Zootaxa, no 2161, p. 33–46.